# 阿德南·布尔什
阿德南·布爾什（羅馬化：ʿAdnān al-Bursh；1974年9月17日—2024年约4月19日）是巴勒斯坦骨科外科醫生，也是加沙地帶最大的醫療機構希法醫院的骨科主任。據報道，他在以色列—哈馬斯戰爭期間被拘留四個月，在以色列監獄中遭受酷刑後身亡。
以色列入侵加沙地帶期間，布爾什遭到以色列軍方逮捕，被關押在位於以色列佔領的約旦河西岸地區的以色列奧弗監獄中。巴勒斯坦當局和倡議組織將他的死亡歸咎於拘留期間所受的酷刑和虐待，聯合國人權高專辦確認他的屍體顯示出遭受酷刑的跡象。他的死亡，是以色列「針對加沙醫生和醫療保健系統的系統性目標打擊過程」的顯著例子。

## 早年生活和職業生涯
阿德南·布爾什1974年生於被以色列佔領的加沙地帶的賈巴利亞，在那裏接受早期教育。然後，他前往羅馬尼亞學習醫學。在其職業生涯中，他是一名著名的巴勒斯坦骨科醫生，擔任加沙地帶最大的醫療機構希法醫院的骨科主任。布爾什已婚，有5名子女。他也是巴勒斯坦國家足球隊的顧問之一。
據英國天空新聞報導，2018年一張在網上廣泛傳播的照片，顯示布爾什在希法醫院的手術室中，滿身披血。
2023年10月，以色列—哈馬斯戰爭爆發後不久，布爾什開始全天生活在希法醫院，晚上睡在醫院的職員室。2023年11月，他和侄子被圍困在希法醫院10天。以色列軍隊後來下令他們往南方撤離，不過布爾什拒絕服從，往北走到印度尼西亞醫院協助救治。他的妻子和子女也拒絕前往南方，並在加沙地帶北部的一所近東救濟工程處學校尋求庇護。
11月20日，布爾什在印度尼西亞醫院手術室工作時，該醫院被以色列軍隊坦克包圍，砲彈向建築物發射，造成至少12人死亡，並摧毀了醫院的正門，布爾什也受了傷。以色列國防軍否認對這次攻擊負責。停戰期間，他於12月初再次轉往同樣位於加沙北部的奧達醫院。

## 被捕和死亡
2023年12月5日，以色列國防軍包圍了布爾什臨時工作的加沙北部奧達醫院。以軍下令醫院所有員工都要撤離醫院大樓，否則會被拘捕。據和布爾什在這家醫院共事的一名醫生稱，如果男性員工不全部撤離，以色列國防軍就會摧毀醫院。以色列軍隊逮捕了50歲的布爾什醫生以及其他10名員工。
據以色列安全消息人士稱，布爾什由於國家安全原因被拘留；以色列國防軍消息人士稱，他涉嫌恐怖主義。以色列國防軍向英國天空新聞發出的一則聲明證實，布爾什被帶到斯德·泰曼拘留營。該拘留營自戰爭開始以來，一直在處理巴勒斯坦被囚人士，並被多次指控涉嫌虐待被囚人士。曾被關押在該拘留營、被守衛作為助手使喚的哈立德·哈穆德（Khalid Hamoudeh）醫生稱，他被命令在營地門口接收布爾什時，見到布爾什遭到嚴重毆打，需要他人協助才能使用廁所，並相信布爾什有肋骨骨折，及指出布爾什有呼吸困難。
據以色列國防軍稱，布爾什在斯德·泰曼拘留營的處理程序在12月20日完成，之後他被轉交到以色列監獄管理局。2024年4月，布爾什被轉送到耶路撒冷附近的奧弗監獄，到達後很快就去世。2024年4月19日，以色列監獄管理局確認他在奧弗監獄羈押期間死亡，但未透露其死因。
巴勒斯坦當局和倡議團體，將他的死歸咎於拘留期間的酷刑或虐待。獲釋的被囚人士告訴布爾什的家人，他遭受到酷刑，聯合國關於他死亡的一份聲明，也證實他的屍體顯示出遭受酷刑的跡象。據一名認識布爾什的被囚人士向以色列人權組織HaMoked提供的證詞所述，布爾什4月中抵達奧弗監獄時已經受傷，並且「他的下半身赤裸」。這份證詞稱守衛把他扔到院子中，任由他留在那裏，他站不起來，在其他被囚者扶他進去一間房間後很快就去世。以色列監獄管理局否認事件。
布爾什的遺體被以色列扣押，其他被拘留的醫護人員的命運仍不確定。2024年5月，布爾什的家人請海牙國際刑事法院的一名律師調查他的死因，並幫助歸還他的遺體。5月15日，阿爾伯什的妻子和以色列醫生人權組織向耶路撒冷地方法院提交了調查和屍檢請求。幾日後，以色列同意進行屍檢，一名代表家屬的醫生在場。截至6月，以色列尚未將布爾什的遺體交還他的家人。

### 各方反應
巴勒斯坦被羈留者及曾被羈留者事務部和巴勒斯坦囚犯協會將布爾什之死稱為一場「刺殺」，是「針對加沙醫生和醫療保健系統的系統性目標打擊過程」的一部分。巴勒斯坦衛生部希望立即進行調查。
巴勒斯坦被佔領土人權問題聯合國特別報告員弗兰切斯卡·阿尔巴内塞，對布爾什的死訊表示極度震驚，並呼籲為巴勒斯坦人提供更好的保護。2024年11月，有關他的死亡的更多詳細信息被報導後，阿尔巴内塞在社交媒體X上寫道： 「一位醫生。一位出色的外科醫生。巴勒斯坦道德的體現。很可能被強姦致死。」
聯合國健康權問題特別報告員特拉伦·莫福肯稱她自己對布爾什的死亡感到「恐懼震驚」，感嘆布爾什「為嘗試保護患者的生命權和健康權而死」。她呼籲對此事進行國際調查。
這場以色列入侵加沙的戰爭爆發後，加沙地帶有數百名衛生工作者被殺、受傷或被捕。布爾什的死亡突顯出加沙的醫護人員面臨的持續挑戰和危險，巴勒斯坦衛生部稱，492名巴勒斯坦醫生在衝突中被以色列殺害。國際社會和人權組織多次呼籲以色列停止襲擊醫務人員並保護在以色列佔領下的巴勒斯坦人。
布爾什的侄子穆罕默德·布爾什，形容他是一個「開朗」且「受人愛戴」的人，將一生奉獻給自己的專業，經常在加沙衝突最激烈的時期不間斷地工作。同事稱讚他是個「罕有的人」和加沙各醫院骨科的「安全閥」，即使在該地區衝突最激烈的時期，他也經常不知疲倦地工作。